# Reinhard Höppner
Reinhard Höppner (ur. 2 grudnia 1948 w Haldensleben, zm. 9 czerwca 2014 w Magdeburgu) – niemiecki polityk i matematyk, działacz Socjaldemokratycznej Partii Niemiec (SPD), w latach 1994–2002 premier Saksonii-Anhaltu.

## Życiorys
Z wykształcenia matematyk, studia ukończył w 1971 na Uniwersytecie Technicznym w Dreźnie. Doktoryzował się w 1976. W latach 1971–1989 pracował w berlińskim wydawnictwie akademickim Akademie-Verlag, gdzie zajmował się literaturą matematyczną. Był długoletnim działaczem struktur kościelnych, m.in. prezesem Deutscher Evangelischer Kirchentag (od 2005).
W 1989 dołączył do powstałej wówczas w NRD Sozialdemokratische Partei in der DDR. W 1990 w jedynych w NRD wolnych wyborach został wybrany do Izby Ludowej. Po zjednoczeniu Niemiec został członkiem Socjaldemokratycznej Partii Niemiec. Był wiceprzewodniczącym struktur krajowych (1990–2002) i członkiem zarządu federalnego (1990–2004). W latach 1990–2006 sprawował mandat posła do landtagu Saksonii-Anhaltu. Do 1994 pełnił funkcję przewodniczącego frakcji deputowanych. Następnie do 2002 zajmował stanowisko premiera tego landu.